# Banque internationale pour l'Afrique occidentale
La Banque internationale pour l'Afrique occidentale (BIAO) est une ancienne banque privée française, fondée en 1853 et installée en Afrique.

## Histoire

### 1853-1901: Banque du Sénégal
À l’origine se trouve le décret impérial du 21 décembre 1853 par lequel Napoléon III fonde au Sénégal une banque de prêt et d’escompte. Société anonyme au capital de 230 000 F dont l’Empereur approuve les statuts établis par référence à la loi du 30 avril 1849 qui règle le problème des indemnités accordées aux colons à la suite de l’abolition de l’esclavage (Décret d'abolition de l'esclavage du 27 avril 1848) et celle du 11 juillet 1851 sur l’organisation des banques coloniales (Cf. Banque de la Réunion, Banque de la Martinique, Banque de la Guadeloupe). Le siège est à Saint-Louis.
La répartition du capital  est fonction du nombre d'esclaves possédés ou cédés. À Saint-Louis on constate que les négociants européens représentent des chiffres modestes en comparaison des mulâtres et des Noirs. Par rachat de titres, la maison bordelaise Maurel détient 73 % du capital, les autres actionnaires étant cinq maisons dont Teisseire et Beynis, une seule marseillaise Charles Bohn et cinq mulâtres.
Banque privée, elle est dotée du pouvoir de l'émission de billets de banque au porteur pour 20 ans renouvelé en 1874. Toutefois, au début, les échanges commerciaux continuent d'être réglés avec les monnaies de commodité ou moyens d'échanges traditionnels : poudre d'or, cauri, barre de fer, thaler de Marie-Thérèse ou piastres d'argent du même poids, pagne de coton, bloc de sel gemme compressé, entre autres.
Elle finance les campagnes des traitants (achat de produits tropicaux, vente de produits manufacturés).
En 1867, elle ouvre une agence à Gorée (transférée à Dakar en 1884) puis en 1899 à Rufisque.
Après 1894, le pouvoir d’émission sera renouvelée d’année en année, le Gouvernement français envisageant la création d’une nouvelle banque pouvant émettre dans les autres colonies d’Afrique.

### 1901-1965: la Banque de l’Afrique occidentale (BAO)

#### Jusqu’à la Première Guerre mondiale

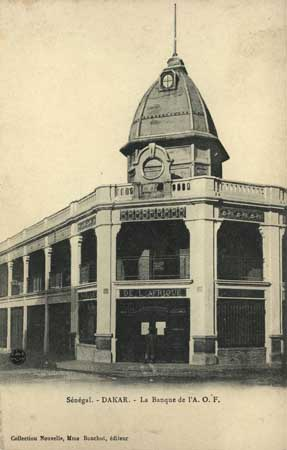
Dakar : Banque de l'Afrique occidentale (années 1900).

La crise économique de 1889 à 1899 en Afrique a touché les négociants et la banque. Le Comptoir national d'escompte de Paris (CNEP) qui la refinance en France va jouer les intermédiaire et négocier avec les maisons bordelaises peu actives au-delà de la Guinée pour faire entrer au capital les sociétés marseillaises.
Le 25 février 1901 par dissolution et apport, elle devient la Banque de l’Afrique occidentale dont les actionnaires sont les maisons bordelaises (60 %), le CNEP (20 %), les Marseillais (20 %) : la Société marseillaise de crédit, Monte et Borelli et la compagnie maritime Cyprien Fabre et Cie. Le siège est fixé à Paris, 28 rue de Provence. La banque est banque d’émission, de prêt et d’escompte. Son activité est autorisée au Sénégal, en Guinée française, Côte d’Ivoire, Dahomey, Congo et plus étrangement dans les pays étrangers de la côte occidentale d’Afrique. Henri Nouvion, ancien directeur de la Banque du Sénégal, devient le premier Administrateur-Directeur Général de la Banque de l’Afrique Occidentale.
Des bureaux sont ouverts à Conakry (Guinée)  en 1902, à Porto-Novo (Dahomey) en 1903, à Grand-Bassam en 1905, à Grand-Lahou en 1908 et à Assinie en 1911 (Côte d’Ivoire).
La Première Guerre mondiale stoppe l'expansion de la Banque.

#### Entre-deux-guerres

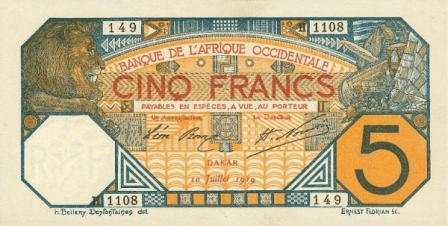
Billet de la BAO de 5 francs, émis à partir de 1919, dessiné par Henri Bellery-Desfontaines.

Avec le retour à la paix, des  succursales s’ouvrent à Lomé (1922), Bamako (1925), Brazzaville (1925), Kaolack (1928), Cotonou (1928), etc.
En 1929, le privilège d’émission de la banque est prorogé et étendu à l'Afrique-Équatoriale française, Cameroun et Togo. Son capital est augmenté avec des actions réservées aux gouvernements généraux, des parts bénéficiaires sont créées au profit de l’État qui perçoit une redevance sur la circulation. La BAO devient une société d'économie mixte sur laquelle s’exerce la tutelle d’un Commissaire du gouvernement.

#### Seconde Guerre mondiale
Dès août 1940, l’Afrique équatoriale se rallie à la France libre sous l’impulsion de Félix Éboué. Le Gouvernement de Vichy supprime le privilège d’émission en AEF par application des lois des 9, 16 novembre et 9 décembre 1940.
En AEF, le 2 décembre 1941 est créée la Caisse centrale de la France libre chargée de l'émission monétaire. Le 24 juillet 1942, une ordonnance autorise la CCFL à émettre de la monnaie à partir du 1er août 1942. Les billets de la BAO sont surchargés de la Croix de Lorraine ou mentions diverses.
En revanche, la BAO conserve son pouvoir d'émission en Afrique-Occidentale française restée fidèle à Vichy après l’échec de l’Expédition de Dakar menée par les Forces françaises libres (25 septembre 1940).
Le  25 décembre 1945 le Franc CFA est créé par décret comme monnaie légale, entre autres, des colonies françaises en Afrique subsaharienne.

#### Après-guerre
En 1946, l’opposition des députés représentant les territoires africains fait échouer un projet de nationalisation de la BAO.
Le 20 janvier 1955 est créé l'Institut d'émission de l'Afrique occidentale française et du Togo, la BAO perd définitivement le privilège d’émission.
Les actions détenues par l’État sont cédées à des banques privées : Crédit commercial de France, Compagnie algérienne de crédits et de banque, Banque belge d'Afrique, Rothschild Frères (Georges Pompidou en sera le représentant au conseil d’administration) et à la Cie française d'Afrique occidentale (CFAO).
La BAO redevient une banque privée avec une activité purement commerciale.
Le 14 avril 1959 sont créées la Banque Centrale des États de l'Afrique Equatoriale et du Cameroun (BCEAEC), actuelle Banque des États de l'Afrique centrale (BEAC), et la Banque centrale des États de l'Afrique de l'Ouest (BCEAO).
En 1960, année de l'indépendance de nombreux pays africains, la BAO a 38 agences en Afrique. La même année elle s’implante au Nigéria en ouvrant une agence à Kanopuis à Lagos en 1961. Sa succursale de Guinée est nationalisée.

### 1965-1989: Banque internationale pour l'Afrique occidentale (BIAO)
En 1965, une nouvelle banque est créée, la Banque Internationale pour l'Afrique Occidentale (BIAO) dont le siège est à Paris, 9 avenue de Messine. La BAO lui apporte ses actifs et passifs bancaires. Elle cesse ses activités bancaires et change de raison sociale devenant la Compagnie Financière France-Afrique « COFIFA ». La COFIFA détient 51 % du capital, la First National City Bank of New York en détenant 49 %.
La COFIFA, cotée à la bourse de Paris est détenue à 51 % par le CNEP, puis par la BNP après sa création en 1966.
Au début des années 1970, certains gouvernements africains obligent à la création de banques de droit local et à une africanisation du capital. Les succursales africaines sont regroupées en filiales par pays d’implantation : en 1974, BIAO Cameroun et Mauritanie, en 1975, Haute-Volta.
Une politique d’africanisation des cadres est mise en place.
En 1970, elle s’installe à Bastia et crée une filiale au Zaïre. En 1972, elle prend une participation dans la Hamburg Africa Bank, banque allemande spécialisée dans le financement du commerce entre l’Allemagne et l’Afrique. Elle ouvre une succursale à Athènes qui sera reprise en 1980 par son actionnaire, le CCF.
Le 27 juin 1977, le Ministre des Finances autorise la Citibank à céder sa participation au Banco do Brasil (20 %), à l'Union de banques suisses (20 %) et à des intérêts publics africains (Cie Interafricaine de banque holding Luxembourg (10 %)).
En août 1977, elle achète avec le CCF à Londres une banque qui devient la Banque française de Commerce international.
Pendant toutes ces années, la BIAO développe son réseau. Elle continue à financer les campagnes de produits agricoles d’exportation : arachides, coton, café et cacao.
Elle participe aux financements des grands projets industriels et d’équipements des pays dont certains se développent à un rythme rapide.
Ses résultats fluctuent avec l’économie des pays et l'importance des récoltes, les cours des matières premières.
Son activité subit aussi le contrecoup des agitations politiques, changement de régime, nationalisation et parfois guerre.

### Fin
En 1988, la banque connaît de graves difficultés, conséquence des prêts faits aux États africains dans une situation difficile consécutive au choc pétrolier. La COFIFA apporte dans un premier temps 105 M F. mais la commission de contrôle des banques exige le provisionnement pour 600 M F. de ces risques souverains. Le cours des actions de la COFIFA est suspendu et la BNP prend alors le contrôle de la BIAO.
Après l’échec de la négociation pour la reprise du groupe avec la Standard Bank of South Africa, un accord intervient en 1991 entre le liquidateur et le Groupe Meridien International Bank Ltd, d’origine zambienne, qui reprend la plupart des actifs à l’exception des filiales bancaires du Cameroun, de la Côte d’Ivoire et du Sénégal qui avait déjà fait l’objet d’accords séparés.
En 1995, le groupe Méridien connaît à son tour de graves difficultés, les principales filiales bancaires en Afrique sont alors reprises par les États ou des intérêts privés des pays où elles sont installées.
Le nom BIAO en tant que banque subsiste encore dans quelques pays africains
En France, les agences du Bordelais, s'appelèrent successivement Banque européenne du Sud- Ouest puis Banque du Dôme à l'existence éphémère.

## Implantation géographique en 1989
En 1989, la banque comptait 530 collaborateurs en France et 6 000 à l’étranger. Elle était présente :
- en France à Paris, Lyon, Marseille, Nice, Bordeaux, Toulouse, Bastia et Ajaccio,
- à Monaco, Hambourg, Londres et New-York à travers des succursales,
- en Afrique à travers ses filiales et banques associées :
  - BIAO Cameroun, 41 agences,
  - BIAO Centrafrique, 2 agences,
  - BIAO Côte d’Ivoire, 35 agences,
  - BIAO Guinea Ecuatorial (Guinée équatoriale), 2 agences,
  - BIAO Mali, 5 agences,
  - BIAO Niger, 5 agences,
  - BIAO Sénégal (devenue Compagnie bancaire de l'Afrique occidentale en 1993), 3 agences,
  - BIAO Togo, 6 agences,
  - Banque internationale des Comores, 6 agences,
  - Banque internationale pour le Gabon, 6 agences,
  - Banque internationale pour l’Afrique en Guinée, 1 agence,
  - Banque internationale pour l’Afrique au Zaïre, 2 agences,
  - Banque internationale pour l’Afrique au Tchad, 2 agences,
  - Banque internationale du Burkina  (associée), 18 agences,
  - Banque internationale du Congo (associée), 2 agences,
  - International Bank for West Africa (affiliée, Nigeria), 92 agences,
  - International Bank for Swaziland, 1 agence.

## Dirigeants successifs
- Jehan Duhamel (1971-1975 - Directeur Général de la BIAO)[4]
- Jean Dromer (1975-1986 - Président de la BIAO)
- Auguste Laubet Daubrey (1978-1989 - Directeur de la BIAO Côte d'Ivoire)
- Niamien N'Goran (1989-1993 - PDG de la BIAO Côte d'Ivoire)